# Vračovice-Orlov
Vračovice-Orlov là một làng thuộc huyện Ústí nad Orlicí, vùng Pardubický, Cộng hòa Séc.